# 湾塘乡 (龙山县)
湾塘乡，是中华人民共和国湖南省湘西土家族苗族自治州龙山县下辖的一个乡镇级行政单位。

## 行政区划
湾塘乡下辖以下地区：
湾塘村、车格村、大塘口村、切壁村、大元村、红石村、小河村、小坪村、青龙村、尖峰村和坡脚村。